# John Jacob Abel

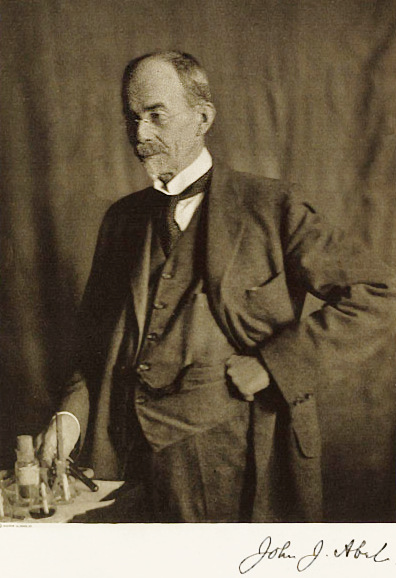
John Jacob Abel, 1921

John Jacob Abel (* 19. Mai 1857 in Cleveland, Ohio; † 26. Mai 1938 in Baltimore, Maryland) war ein US-amerikanischer Mediziner, Pharmakologe und Biochemiker.

## Leben und Werk
Abel nahm 1876 ein Studium an der University of Michigan in Ann Arbor auf, das er jedoch 1879–1882 aus finanziellen Gründen unterbrechen musste. Er studierte Medizin, Pharmakologie, Biochemie und Chemie an der Johns Hopkins University in Baltimore sowie bei Carl Ludwig an der Universität Leipzig. Weiterhin studierte er in Straßburg, Würzburg, Heidelberg, Wien, Berlin und Paris. In Straßburg wurde er 1888 zum Dr. med. promoviert. 1891 wurde er Professor für Medizin und Therapeutik an der University of Michigan in Ann Arbor. Als ihm 1893 eine Professur für Pharmakologie an der Johns Hopkins University angeboten wurde, fuhr er nach Straßburg zu Schmiedeberg und bat ihn um eine Empfehlung für seine Nachfolge. Dieser empfahl ihm seinen eigenen Assistenten, Arthur Robertson Cushny als Nachfolger. Cushny arbeitete erfolgreich von 1893 bis 1905 an der Universität von Michigan in Ann Arbor. Abel blieb an der Johns Hopkins bis zu seiner Emeritierung 1932.
Abel hatte als Erster eine Hämodialyse (am Versuchstier) durchgeführt. Er gilt zudem als einer der Pioniere der frühen Hormonforschung und wurde durch seine Untersuchungen der Nebennierenhormone bekannt. So konnte er neben Napoleon Cybulski und Jokichi Takamine 1897 als erster das Adrenalin isolieren; er nannte es „Epinephrin“. 1926 stellte er das Hormon Insulin kristallin dar. Seine Suche nach dem zentralen Hypophysenhormon blieb hingegen erfolglos, es stellte sich später heraus, dass es sich hierbei um eine Vielzahl von Hormonen handelt.
John Jacob Abel ist Mitbegründer der wissenschaftlichen Fachzeitschriften Journal of Biological Chemistry (1905) und Journal of Pharmacology and Experimental Therapeutics (1909). 1912 wurde Abel in die National Academy of Sciences, 1925 wurde er zum Mitglied der Gelehrtenakademie Leopoldina gewählt. Im selben Jahr hielt er die erste George M. Kober Lecture. 1933 wurde er Mitglied der Royal Society of Edinburgh, 1934 erhielt er die Kober Medal.
Den Namen ihres Gründers ehrend verleiht die American Society for Pharmacology and Experimental Therapeutics (ASPET) jährlich den „John J. Abel Award in Pharmacology and Experimental Therapeutics“ für originale und herausragende Forschungsleistungen von einem Pharmakologen unter 42 Jahren. Der Preis wird mit $5,000 honoriert.

## Bedeutende Schriften
- Ueber den blutdruckerregenden Bestandteil der Nebenniere, das Epinephrin. In: Zeitschrift für physiologische Chemie, 28, 1899, S. 318–362.
- mit Leonard George Rowntree und B. B. Turner: On the removal of diffusable substances from the circulating blood by means of dialysis. In: Transactions of the Association of American Physicians. Band 28, 1913, S. 51–54.
- mit Leonard G. Rowntree und B. B. Turner: On the removal of diffusible substances from the circulating blood of living animals by dialysis. In: Journal of Pharmacology and Experimental Therapeutics. Band 5, Nr. 3, März 1914, S. 275–316, und Nr. 6, Juli 1914, S. 611–623.
- Some recent advances in our knowledge of the ductless gland. In: Bulletin of the Johns Hopkins Hospital, 38, 1926; S. 1–32.
- Bücher von John Jacob Abel im Internet Archive – online